# Usinger Becken
Das Usinger Becken liegt im Östlichen Hintertaunus, im südöstlichen Teil des Mittelgebirges Taunus. Es bezieht seinen Namen von der in der Mitte des Beckens liegenden Stadt Usingen im Hochtaunuskreis in Hessen.

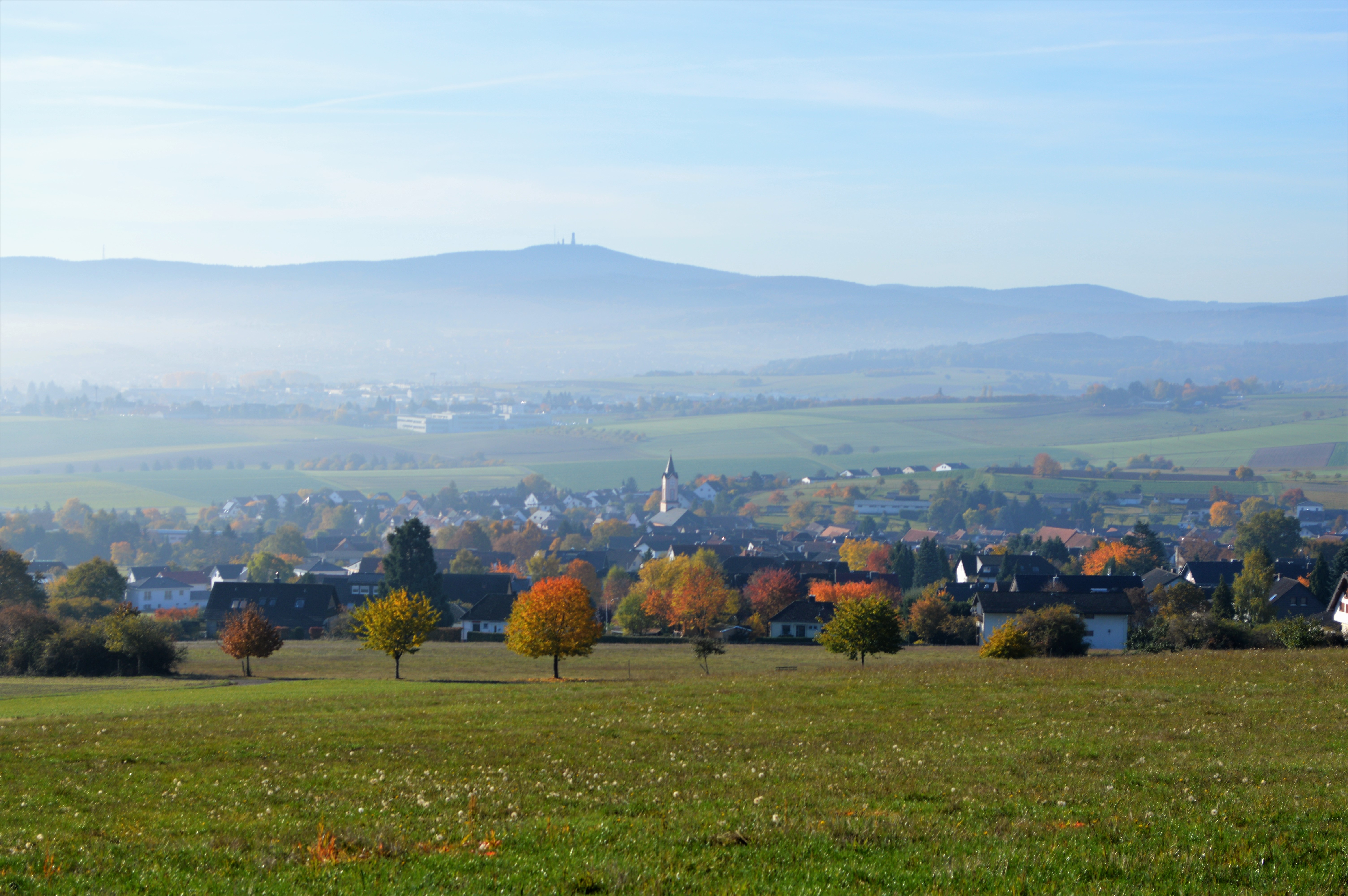
Usinger Becken vom Pfaffenkopf (Eschbach) aus

## Geographie
Das Usinger Becken liegt in einer Höhe von 270 bis 300 m und ist im Vergleich zu den umgrenzenden Hochflächen im Westen, Norden und Osten, sowie dem Taunuskamm im Süden, stark eingesunken und weniger bergig. Umgebende Schollen, die sich durch steile Hänge von der Tiefscholle absetzen, überragen das Becken um mehrere hundert Meter. Das Usinger Becken ist nur eingebogen, Verwerfungen und Spalten, wie im Goldenen Grund der Idsteiner Senke, sind kaum anzutreffen. Das Gebiet wird vorwiegend landwirtschaftlich genutzt und ist von den bewaldeten Höhen umrahmt. Das südliche Teilbecken von Wehrheim wird vom Stahlnhainer Grund her vom Erlenbach entwässert, der nach einem schattigen Köpperner Engtal die Nidda als Vorfluter erreicht. Die Talwasserscheide im Usinger Becken zieht vom Langhals (573,5 m) über die Wacht (405 m) und die Platte (374 m) zum Oberloh (349 m). Das Wehrheimer Teilbecken liegt etwa 70 m höher als das Usinger Becken, in das ursprünglich der Erlenbach über das Heisterbachtälchen einmündete, wo man heute noch die Ablagerungen des Ur-Erlenbach findet.

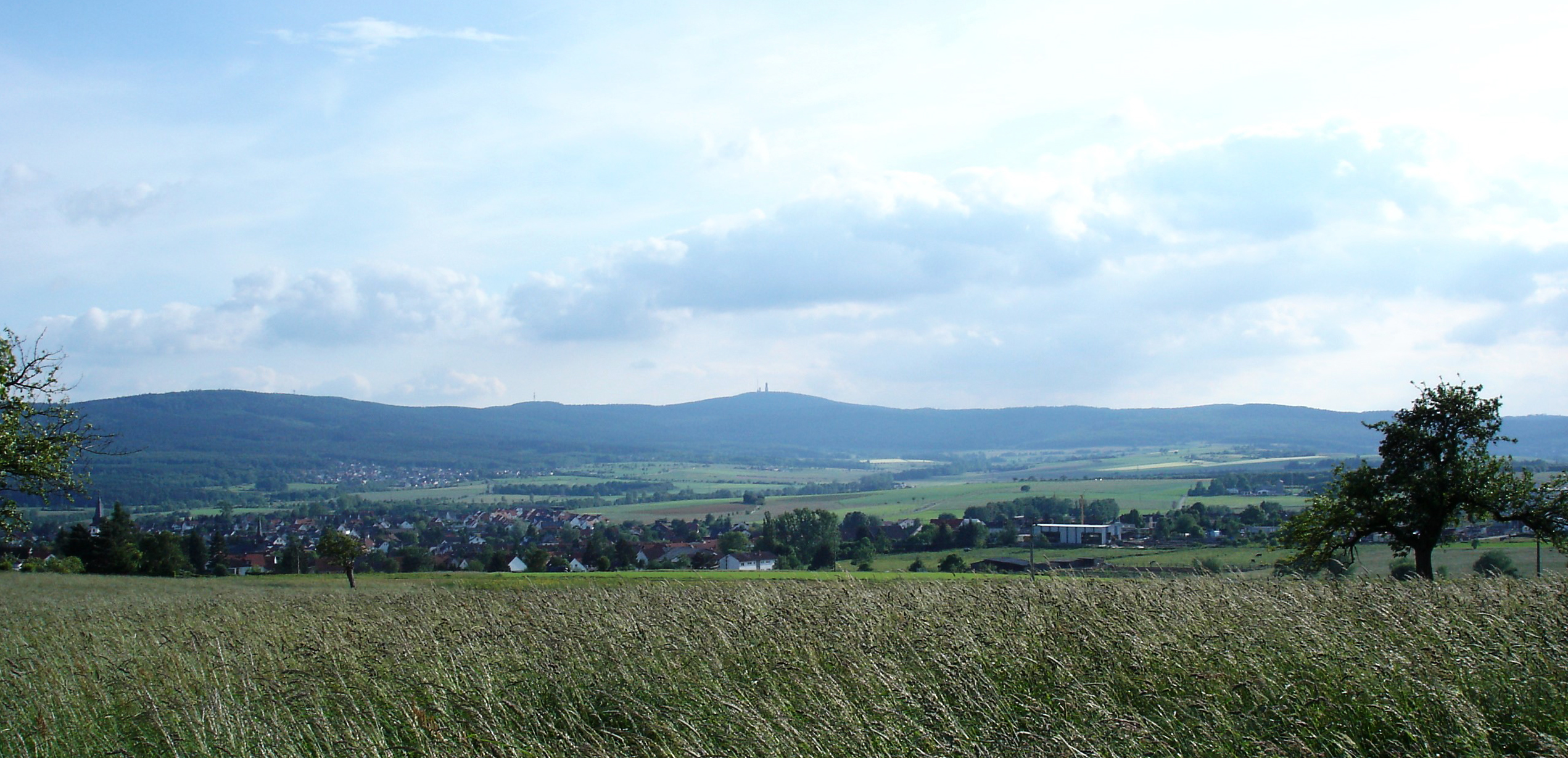
Usinger Becken bei Wehrheim nach Süden zum östlichen Taunushauptkamm mit dem Großen Feldberg (mittig)

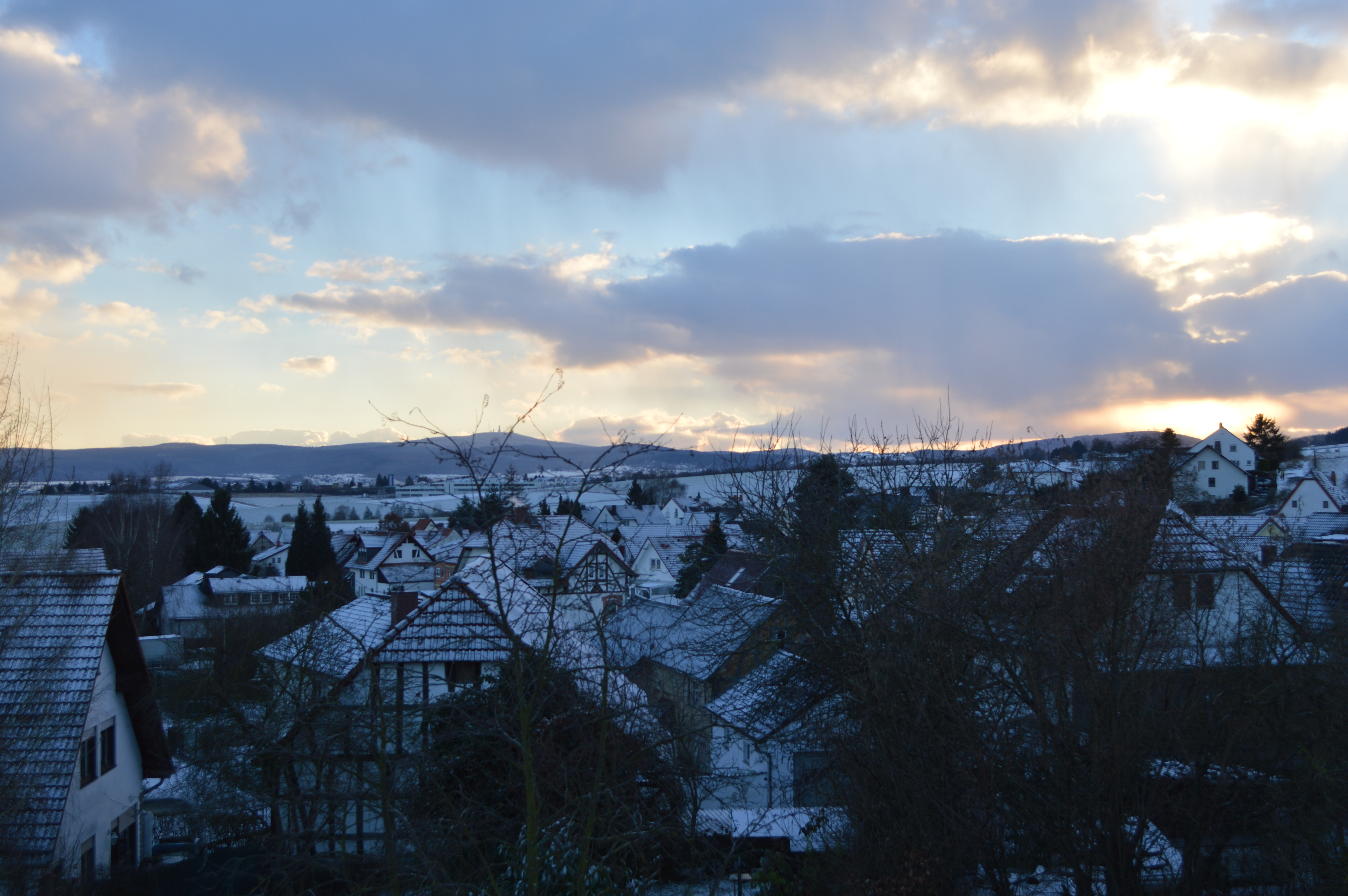
Usinger Becken im Winter

## Naturräumliche Gliederung
Das Usinger Becken ist ein naturräumlicher Teil des Östlichen Hintertaunus:
- 302 Östlicher Hintertaunus
  - 302.5 Usinger Becken (87,50 km²)